# 1910 a labdarúgásban
Ez a szócikk 1910 labdarúgással kapcsolatos eseményeit mutatja be.

## Események
- A Sport Club Corinthians Paulista megalapítása.
- A Milwall FC beköltözik új stadionjába, a The Denbe.
- Az FC Tatabánya megalapítása, akkori nevén Tatabányai Sport Club.

## A nemzeti labdarúgó-bajnokságok győztesei
- Anglia: Aston Villa FC
- Argentína: Alumni
- Belgium: Union Saint-Gilloise
- Görögország: FC Goudi Athens
- Hollandia: HVV
- Luxemburg: Racing Club Luxembourg
- Magyarország: Ferencváros
- Németország: Karlsruher FV
- Olaszország: Internazionale
- Paraguay: Club Libertad
- Skócia: Lásd még: 1909-1910 a skót labdarúgásban.
  - Scottish Division One – Celtic
  - Scottish Division Two – Leith Athletic
  - Skót kupa – Dundee
- Svédország: IFK Göteborg
- Uruguay: CA River Plate